# آرتامون ماتویف
آرتامون ماتویف (به روسی: Артамон Матвеев) (۲۳ آوریل ۱۶۲۵ – ۲۵ مه ۱۶۸۲) یک دولتمرد، دیپلمات و روشنفکر روسی بود که در زمان سلطنت تزار الکسی یکم، وزیر روسیه تزاری بود.
آرتامون ماتویف پدرخواندهٔ ناتالیا ناریشکینا، مادر پتر کبیر بود. او یکی از بزرگ‌ترین اصلاح‌گران پیش از پتر کبیر به شمار می‌رود که از اواخر سلطنت الکسی یکم دولت روسیه را مدیریت می‌کرد. ماتویف پس از مرگ تزار الکسی تلاش کرد تا نوهٔ ناتنی‌اش پتر را به تخت بنشاند و سرانجام در جریان شورش استرلتسی‌ها به قتل رسید.

## زندگی‌نامه
آرتامون سرگیوویچ ماتویف (به روسی: Артамон Сергеевич Матвеев) در ۲۳ آوریل [سبک قدیمی: ۱۳ آوریل] ۱۶۲۵ در مسکو به دنیا آمد. از آنجا که پدرش سرگی ماتویف یک دیپلمات برجسته بود، آرتامون از سن ۱۳ سالگی در بارگاه سلطنتی بزرگ شد و در آنجا با تزارویچ جوان الکسی دوست صمیمی شد. ماتویف نخست کار خود را به عنوان یک مقام دولتی در روسیه کوچک (اوکراین امروزی) آغاز و در برخی از جنگ‌های روسیه و لهستان شرکت کرد. او در پایان پیمان پریسلاو (۱۶۵۴) و مأموریت دیپلماتیک روسیه در لهستان (۱۶۵۶-۱۶۵۷)، عضو هیئت روسیه بود. آرتامون به عنوان رئیس استرلتسکی پریکاز در سال ۱۶۶۲ در سرکوب شورش مس شرکت کرد و در سال ۱۶۷۱، رئیس پوزولسکی پریکاز و سایر وزارتخانه‌ها بود.
از همان وقتی که چهرهٔ مبهم آرتامون جوان در پرتو تاریخ ظاهر می‌شود، او در همهٔ زمینه‌ها به عنوان یک روشنفکر کاملاً عاری از بدترین تعصبات عصر خود، یک محقق و حتی یک نویسنده شناخته می‌شود.
ماتویف، یکی از تحصیل‌کرده‌ترین افراد زمان خود با فرهنگ غربی بود که چندین زبان خارجی می‌دانست. او مورد توجه تزار الکسی یکم قرار گرفت و تزار ادارهٔ روسیه کوچک را (در سال ۱۶۶۶) که در آن زمان تازه ضمیمهٔ قلمرو روسیه شده بود، به او سپرده بود. از اواخر سلطنت الکسی، این ماتویف بود که دولت روسیه را مدیریت می‌کرد. در مارس ۱۶۶۹، همسر اول تزار الکسی، ماریا میلوسلاوسکایا در هنگام تولد چهاردهمین فرزندش درگذشت. با وجود تعداد بالای فرزندان متولد شدهٔ آنها، تعداد کمی از آنان سالم بودند. الکسی در کنار حمایت مردم روسیه و اگرچه نه از سوی خاندان ماریا، تصمیم به ازدواج مجدد گرفت؛ به این امید که صاحب وارثان توانمند بیشتری شود. ناتالیا ناریشکینا دخترخواندهٔ ماتویف که در آن موقع ۱۹ سال داشت، در خانهٔ او با تزار رو‌به‌رو شد و الکسی که تحت تأثیر زیبایی ناتالیا قرار گرفته بود، او را بدون نیاز به ارزیابی‌های بیشتر به همسری برگزید. این ازدواج موقعیت ماتویف را بالاتر برد.
در پایان سال، ماتویف به درجهٔ «اوکولنیچی» ارتقا یافت و در ۱ سپتامبر ۱۶۷۴ به مقام بالاتر بویار رسید. وضعیت جسمانی ناگوار جانشین تزار الکسی یعنی فیودور سوم، ماتویف را برای به تخت نشاندن پسر سالم ناتالیا یعنی پیتر (که پدربزرگ ناتنی او محسوب می‌شد) مصمم کرد. او بیعت سپاه استرلتسی را خرید و سپس با احضار دومای بویار، با جدیت به آنها نشان داد که فئودور که به سختی قادر به زندگی است، مطمئناً نامزد مناسبی برای سلطنت نیست و خواستار جایگزینی وی با برادر ناتنی کوچک‌ترش پتر شد. اما بویارهای مرتجع که در میان آنها برخی از خویشاوندان نزدیک فئودور نیز وجود داشت، او را تزار اعلام کردند و ماتویف را به پوستوزورسک در شمال روسیه تبعید کردند. جایی که او تا زمان مرگ فئودور در ۷ مه ۱۶۸۲ باقی ماند. بلافاصله پس از آن، پیتر با حمایت پاتریارک یواکیم تزار اعلام شد و اولین فرمان صادر شده به نام پتر، ماتویف را برای بازگشت به پایتخت به عنوان مشاور اصلی تزاریتسا ناتالیا (که برای نیابت سلطنت انتخاب شده بود) فراخواند. ماتویف در تاریخ ۱۱ مه به مسکو آمد. چهار روز بعد او و سایر ناریشکین‌ها با استرلتسی‌های سرکش که توسط جناح میلوسلاوسکی‌ها به شورش تحریک شده بودند، روبه‌رو شدند. آرتامون ماتویف ابتدا موفق شد بخشی از آنها را آرام کند؛ اما هنگامی که یکی از دولتمردان شروع به فریاد زدن بر سر استرلتسی‌ها کرد و آنها را به دزدی، خیانت و تهدید به مجازات شدید متهم کرد، جمعیت مشکوک و عصبانی ماتویف را به چنگ آوردند و او را قطعه قطعه کردند.